# Johann August von Harroy de Techreaux
Johann August von Harroy de Techreaux (* 10. April 1753 in Maastricht; † 15. Februar 1820 in Breslau) war ein preußischer Generalleutnant.

## Leben

### Herkunft
Johann August war ein Sohn des Major im Ingenieurkorps und Inspekteurs der Schlesischen Festungen Jean Gerard Harroy de Techreaux (1727–1789) und dessen Ehefrau Elisabeth, geborene de Ramthoun (1732–1760).

### Militärkarriere
Harroy ging im Jahr 1766 in die niederländische Militärschule in Namur und wurde 1767 in das Mineurkorps versetzt. Dann wechselte er in preußische Dienste und kam am 15. Mai 1768 als Volontär in das Ingenieurskorps in der Festung Neiße. Dort wurde er am 1. August 1770 Kondukteur und am 31. März 1773 Sekondeleutnant. Er nahm am Bayerischen Erbfolgekrieg teil und wurde am 16. Juni 1787 Kapitän und Ingenieur von Platz in Cosel. Während des Ersten Koalitionskrieges kämpfte er bei den Belagerungen von Mainz und Landau in der Pfalz. Am 11. November 1793 erhielt er den Orden Pour le Mérite. 
Am 12. November 1799 wurde er Major und am 1. November 1804 2. Brigadier der Festungen Silberberg, Glatz, Neiße und Cosel mit Sitz in Cosel. Im Vierten Koalitionskrieg kämpfte er bei der Verteidigung von Neiße. Die Festung kapitulierte und er wurde ab dem 16. Juni 1807 zunächst inaktiv gestellt. Aber am 30. November 1808 wurde er Brigadier der schlesischen Festungen. Er wurde am 10. Mai 1809 zum Oberstleutnant und am 5. Februar 1811 zum Oberst befördert. Am 9. März 1813 wurde er zum Kommandeur des Ingenieurkorps ernannt zunächst ad interim, ab dem 20. August 1813 war er wirklicher Kommandeur.
Nach dem Krieg wurde er am 31. Mai 1815 zum Generalmajor mit Patent vom 1. Juni 1815 ernannt. Dazu erhielt er am 19. April 1816 das Eiserne Kreuz II. Klasse am weißen Band und wurde am 20. April 1816 zum Oberbrigadier der 2. Ingenieur-Brigade ernannt. Am 30. April 1818 wurde er als Generalleutnant mit einer Pension von 1500 Talern sowie dem Roten Adlerorden III. Klasse in den Ruhestand versetzt. Er starb am 15. Februar 1820 in Breslau und wurde dort am 19. Februar 1820 beigesetzt.

### Familie
Harroy heiratete am 4. Januar 1791 in Cosel Karoline Beate von Darries (1773–1831), eine Tochter des Ingenieuroberst Paul Friedrich von Darries. Das Paar hatte mehrere Kinder:
- Johann August (1791–1814), gefallen als österreichischer Leutnant bei Brescia
- Maria Franziska Karoline Johanna (*/† 1793)
- August Karl (*/† 1796)
- Mathilde Luise Auguste Friederike Karoline (1800–1851) ⚭ Konrad von Heuduck (1786–1866), preußischer Generalmajor